# Sophiropsis calcarata
Sophiropsis calcarata är en tvåvingeart som beskrevs av Hardy 1986. Sophiropsis calcarata ingår i släktet Sophiropsis och familjen borrflugor. Inga underarter finns listade i Catalogue of Life.